# Ferrières (Meurthe-et-Moselle)
Ferrières ist eine französische Gemeinde mit 344 Einwohnern (Stand: 1. Januar 2022) im Département Meurthe-et-Moselle in der Region Grand Est (bis 2015 Lothringen). Sie gehört zum Arrondissement Nancy und zum Kanton Lunéville-2.

## Geografie
Ferrières liegt etwa 18 Kilometer südsüdöstlich von Nancy. Umgeben wird Ferrières von den Nachbargemeinden Rosières-aux-Salines im Norden und Nordosten, Saffais im Osten, Haussonville im Südosten und Süden, Velle-sur-Moselle im Süden und Südwesten sowie Tonnoy im Westen und Nordwesten.

## Bevölkerungsentwicklung
| Jahr                       | 1962 | 1968 | 1975 | 1982 | 1990 | 1999 | 2006 | 2019 |
| Einwohner                  | 140  | 146  | 126  | 209  | 253  | 240  | 273  | 301  |
| Quellen: Cassini und INSEE |      |      |      |      |      |      |      |      |

## Sehenswürdigkeiten
- Kirche Saint-Remy
- Schloss aus dem 15. und 16. Jahrhundert